# Orbic, Bacău
Fostul sat Orbic este actual un cartier al orașului Buhuși, situat pe malul râului Orbic, care până în 1968 a fost o localitate de sine stătătoare.

## Etimologie
Denumirea provine de la râul Orbic, care trece prin fosta localitate și își are originea în cuvântul maghiar „várbükk” sau „várbikk”, în traducere „pădurea de fagi a cetății”. În unele texte slavone, denumirea mai apare și în variantele „Oarbic” sau „Arbic”. Hidronimul este atestat încă dintr-un document al lui Alexandru cel Bun de la 3 iunie 1429, în vreme ce satul cu acest nume apare în izvoarele documentare abia în secolul al XVI-lea.

## Istorie

### Principatul Moldovei
Una dintre primele mențiuni ale Orbicului apare în legătură cu Bătălia de la Orbic, în care Ștefan cel Mare l-a învins definitiv pe Petru Aron, rivalul său la tronul Moldovei. Data acestei bătălii, despre care istoriografia mai veche considera că s-a desfășurat la 14 aprilie 1457, a fost supusă unei revizuiri critice în studiile mai noi, care o plasează la începutul lunii august 1469 sau, cel mai probabil, la 14 decembrie 1470.
O altă mențiune a Orbicului apare la data de 13 mai 1590, într-un act emis la Iași, din porunca voievodului Petru Șchiopul. Prin acest document, voievodul întărea vânzarea unui sfert din satul Orbic („din jumătate de sat, jumătatea de sus”) făcută de Mihăilă și fratele său, Frătuț, lui Ciolpan sulițașul, pentru suma de 220 de zloți tătărești. Ciolpan se va călugări ulterior, luând numele de Hariton și va ridica Mănăstirea Ciolpani.
La data de 8 mai 1602, Ciolpan, devenit între timp monah, se judeca cu monahul Ghenadie de la Mănăstirea Berezunți pentru acel sfert din satul Orbic, dăruit Mănăstirii „Sfânta Treime”. Bunicul celor doi frați, pe nume Margine, lăsase în stăpânirea Mănăstirii Berezunț acea parte din satul Orbic, fără a întocmi acte. Astfel, nepoții săi, Mihăilă și Frătuț, au vândut acea parte lui Ciolpan sulițaș, care, odată cu intrarea în călugărie, a dăruit-o mănăstirii sale.
Ieremia Movilă, cel care a judecat acest litigiu, nu a dat câștig de cauză călugărilor berezunțeni, întrucât nu aveau niciun document de la aprodul Margine și nici de la fiii acestuia. Pentru a se asigura că Mănăstirea Berezunț nu va redeschide curând procesul, Ciolpan a pus, cu aceeași ocazie, o garanție în valoare de 12 zloți.
După moartea lui Ciolpan, mănăstirea, împreuna cu toată averea ei, incluzând satul Orbic, vor fi moștenite de Dumitra, soția lui Ciolpan și fiica acestuia, Cârstina, soția paharnicului Samoil, care le vor dărui Mănăstirii Bisericani, după decesul acestora, dania fiind consemnată într-un document din 23 noiembrie 1611. Dania a fost contestată de către rudele lui Ciolpan și de călugării Mănăstirii Ciolpani, câștig de cauză având călugării de la Bisericani, voievodul Constantin Movilă întârind actul de danie ale soției și fiicei lui Ciolpan. Posesia asupra sfertului de Orbic de către Mănăstirea Bisericani a fost întărită de mai multe ori de către voievozii Moldovei: la 5 februarie 1612 de către voievodul Ștefan al Il-lea Tomșa, la data de 14 martie 1618 de Radu Mihnea, la 7 mai 1619 de Gaspar Graziani,  la 27 martie 1621 de Alexandru Iliaș, la 29 martie 1625 de Radu Mihnea, la 17 mai 1626 de Miron Barnovschi, si la 17 noiembrie 1649 de Vasile Lupu.
La sfârșitul secolului al XVIII-lea, la Orbic, va fi construit Hanul de la Gura Orbicului, monument istoric sub cod LMI BC-II-a-B-00802, în prezent în ruină, hanul jucând un rol important pe drumul comercial de pe valea Bistritei.

### Regatul României

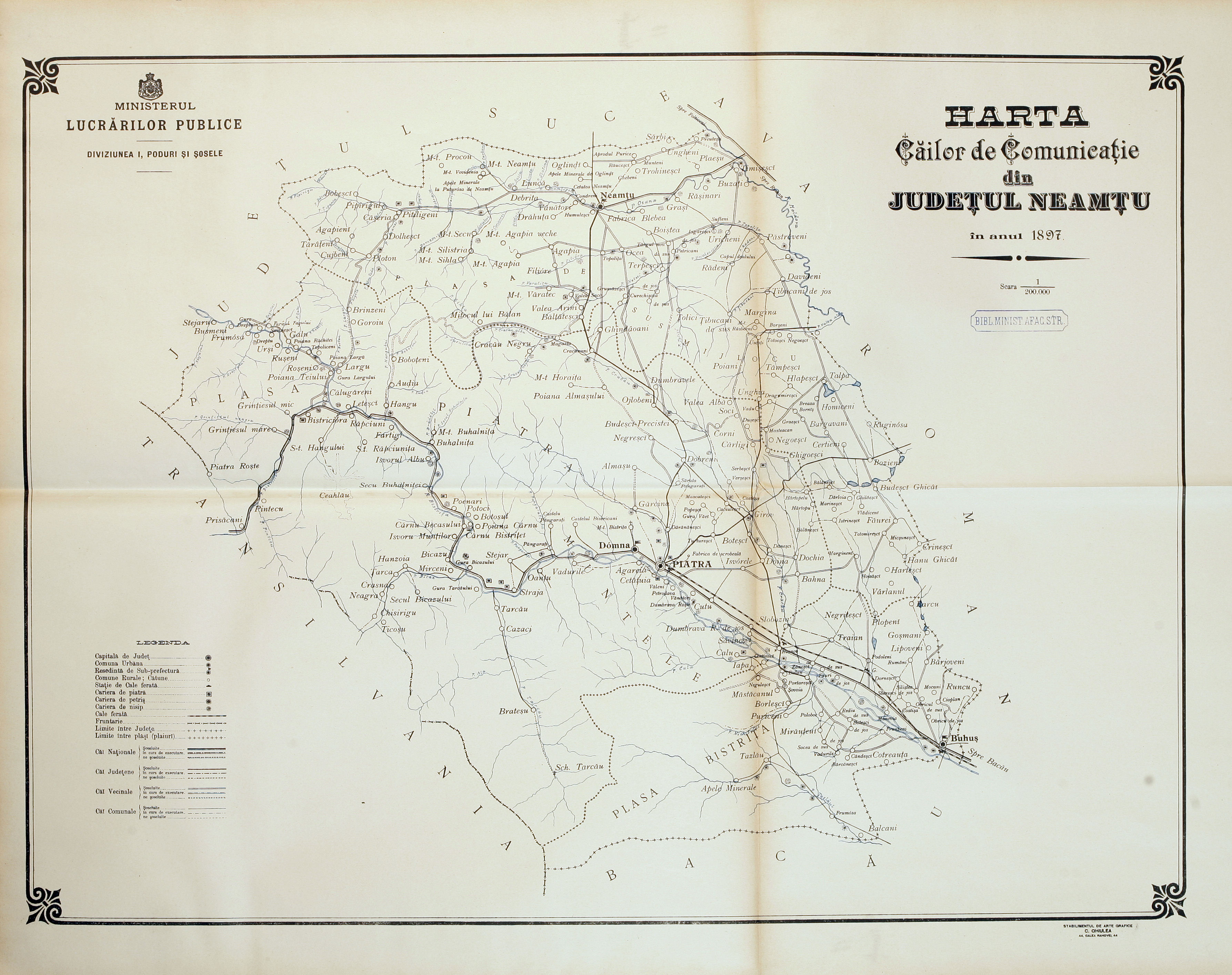
Județul Neamț în Atlasul Căilor de Comunicații (1897). Se pot identifica Orbicul de Sus și Orbicul de Jos în partea inferioară, în dreapta (marcate în grafie eronată, prin metateză: „Obric”).

În 1890 existau două localități cu denumirea de Orbic: Orbicu de Sus, sat în comuna Costișa și Orbicu de Jos, sat în comuna Buhuși, ambele comune făcând parte din plasa Bistrița a județului Neamț.
În 1931, Orbicu de sus a fost unit cu Orbicu de jos, formând satul Orbic, acesta fiind o suburbie a comunei urbane Buhuși, județul Neamț.
La Recensământul din 1941 localitatea figura ca sat aparținând comunei Costișa și avea 429 de clădiri și 1984 de locuitori.
În Al Doilea Război Mondial, în contextul Holocaustului din România, evreii sunt forțați să presteze muncă obligatorie, fiind formate detașamente de muncă. Un astfel de detașament, identificat ca Detașamentul Orbic și format din evrei evacuați din zone ale județului Neamț situate în apropierea frontului, a existat în anul 1944 în localitate.

### Epoca contemporană
După organizarea teritorial-administrativă din 1950, Orbic a aparținut Raionului Buhuși, Regiunea Bacău, iar după cea din 1968, localitatea a fost desființată și contopită cu orașul Buhuși, care a trecut la județul Bacău, devenind cartier al acestuia.
În anii 2000 cartierul a căpătat o reputație negativă din cauza infacționalității ridicate a cătunului Mocirla, situat aici.
În 2001, în Mocirla, existau 129 de case cu 161 de familii, totalizând 636 de persoane, etnia romă formând majoritatea absolută, locuitorii acestui cătun confruntându-se cu neajunsuri și trăind în condiții precare. Aceștia subzistau din ajutoare sociale, sau apelau la infracțiuni, poliția efectuând aici mai multe razii pentru prinderea unor urmariți. În timpul acestor razii au existat mai multe conflicte între poliție, jandarmerie și locuitorii de aici, cel mai grav eveniment având loc pe 5 decembrie 2002, soldându-se cu 2 morți și 6 răniți.
În timp, infracționalitatea în cătunul Mocirla a mai scăzut, dar încă există. Un număr important de locuitori a emigrat în străinatate, în special în Italia, pentru a-și găsi un loc de muncă, iar primăria orașului a început investiții în infrastructura zonei.

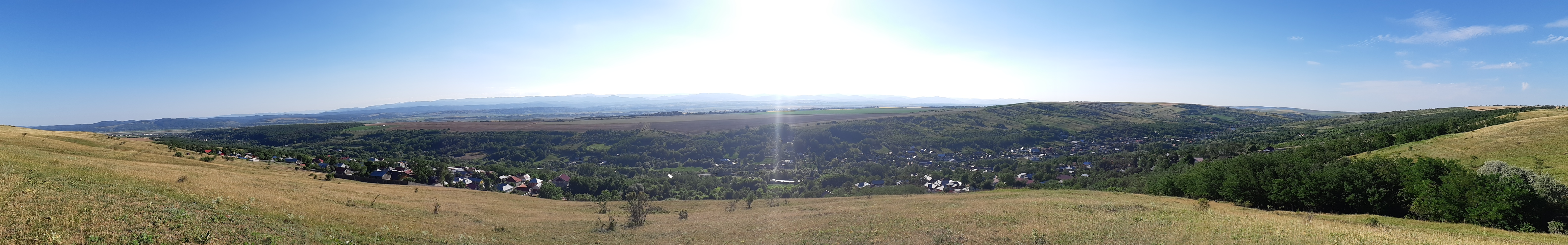
Valea Orbicului lângă Buhuși.

## Obiective turistice
- Hanul de la Gura Orbicului construit la sfârșitul secolului al XVIII-lea, monument istoric sub cod LMI BC-II-a-B-00802;
- Biserica „Sfântul Gheorghe”, construită între 1924 și 1937 după planurile arhitectului Giovanni Maricel și pictată de Ioan Cristea; pictura a fost refăcută în 1988 de Matei Gheorghe din Arad; nu este monument istoric.[40]
- Complexul de poligoane de tragere Hunting Fun, edificat în locul unui fost poligon de tragere militar.[41]